# 20 de gener
El 20 de gener és el vintè dia de l'any. Aquest dia de l'actual calendari (Calendari Gregorià) es correspon amb el 10 de gener del Calendari Julià. Queden 345 dies per finalitzar l'any i 346 en els anys de traspàs.

## Esdeveniments
Països Catalans
- 1279 - Perpinyà (el Rosselló): Pere II aconsegueix que son germà Jaume II de Mallorca li hi signi una declaració de vassallatge.
- 1287 - El rei Alfons el Franc continua la conquesta de l'illa de Menorca, que culminarà amb la capitulació de Sent Agaiz, signada al castell de Santa Àgueda el dia 21 de gener.
- 1401 - Barcelona: A la llotja s'obre una taula de canvi coberta amb un tapet amb les armes de la ciutat. La Taula de Canvi de Barcelona es pot considerar el primer banc públic d'Europa.[1]
- 1479: Ferran el Catòlic accedeix al tron d'Aragó.[2]
- 1640 - Barcelona: hi reben amb entusiasme Francesc de Tamarit, heroi del setge de Salses.
- 1924 - Espanya: Primo de Rivera nomena reconeguts anticatalanistes com a diputats provincials de Catalunya.
- 1958 - Espanya: es publica la primera aventura dels personatges de còmic Mortadel·lo i Filemó d'Ibáñez, al número 1394 de la revista Pulgarcito, d'Editorial Bruguera.

Resta del món
- 648 - Europa: El rei visigot Khindasvint instaura la monarquia hereditària a Hispània en associar al tron al seu fill Recesvint.
- 1942 - Alemanya: Se celebra la Conferència de Wannsee, on es decideix l'extermini dels jueus que es trobin sota l'esfera d'influència alemanya a Europa.
- 1936 - Regne Unit: Eduard VIII del Regne Unit és coronat Rei de la Gran Bretanya, Irlanda i els Dominis Britànics Mars Enllà. El seu mandat durà fins a l'11 de desembre del mateix any.
- 1989 - Estats Units: George Herbert Walker Bush, es converteix en el 41è President dels Estats Units d'Amèrica.
- 1993 - Estats Units: Bill Clinton, es converteix en el 42è president dels Estats Units.
- 2001 - Estats Units: George W. Bush, es converteix en el 43è president dels Estats Units.
- 2009 - Estats Units: Barack Hussein Obama Jr. inicià el seu mandat com a 44è President dels Estats Units d'Amèrica.

## Naixements
Països Catalans
- 1358 - el Puig de Santa Maria, l'Horta Nord: Elionor d'Aragó i de Sicília, princesa d'Aragó i reina consort de Castella (m. 1382).[3]
- 1850 - Alcoi: Emili Sala i Francés, pintor valencià (m. 1910).
- 1864 - Vic: Joan Collell i Cuatrecasas, religiós català (m. 1921).
- 1896 - Felanitx: Joan Estelrich i Artigues, escriptor i polític mallorquí.
- 1902 - Reus: Joan Garcia Oliver, militant anarquista de la CNT i de la FAI i ministre de justícia del govern de Largo Caballero el novembre de 1936. Igualà jurídicament homes i dones.
- 1913 - Mollerussa: Maria Manonelles i Riera, activista política i sindical catalana (m. 2004).[4]
- 1940 - Manlleu: Josefa Contijoch, escriptora catalana.[5]
- 1952 - Barcelona: Joan Barril i Cuixart, escriptor i periodista català (m. 2014).
- 1966 - València: Marta Torrado de Castro, advocada i política valenciana.[6]
- 1989 - Maó, Menorca: Elisabet Salom Pons, coneguda com a Bet Salom, és una gimnasta menorquina.[7]

Resta del món
- 1723: Louis-Pierre Anquetil, historiador francès.
- 1716: - Madrid: Carles III d'Espanya, rei d'Espanya. (m. 1788).
- 1775 - Poleymieux-au-Mont-d'Or, prop de Lió, França: André-Marie Ampère, físic i matemàtic francès (m. 1836).
- 1809 - Las Bòrdas d'Arisa, França: Napoléon Peyrat, pastor protestant, poeta i historiador del catarisme i de la Reforma.[8]
- 1820 - Liverpool, Regne Unit: Anne Clough, educadora i feminista (m. 1892).
- 1867, París: Yvette Guilbert, cantant, actriu, model pictòrica francesa (m.1944).[9]
- 1870 - Heusy, Bèlgica: Guillaume Lekeu, compositor belga (m. 1894).
- 1872 - San Francisco, Estats Units: Julia Morgan, arquitecta, primera dona titulada en arquitectura al món (m. 1957).[10]
- 1873 - Farsø, Dinamarca: Johannes Vilhelm Jensen, escriptor danès, Premi Nobel de Literatura de 1944 (m. 1950).
- 1918 - Uruguai: Esther Ballestrino, bioquímica i activista social, fundadora de Mares de Plaça de Mayo (m. 1977).[11]
- 1920:
  - Atlanta - Geòrgia (Estats Units): DeForest Kelley, actor estatunidenc.
  - Rímini - Regne d'Itàlia: Federico Fellini, director de cinema i guionista italià (m. 1993).
- 1923 - Oslo: Nora Brockstedt, cantant noruega, primera representant del seu país, i en dues ocasions, a Eurovisió (m. 2015).[12]
- 1924 - Houilles, Seine-et-Oise, França: Yvonne Loriod, pianista francesa (m. 2010).[13]
- 1926 - Packard, Kentucky: Patricia Neal, actriu estatunidenca de teatre i cinema, guanyadora d'un Oscar (m. 2010).[14]
- 1931 - Rye, Nova York (EUA): David Morris Lee, físic nord-americà, Premi Nobel de Física de l'any 1996.
- 1940 - Nova York, Estats Units: Carol Heiss, patinadora artística sobre gel estatunidenca.[15]
- 1943 - Regne Unit: Dame Jessica Rawson, historiadora de l'art britànica, acadèmica i conservadora de museu especialitzada en art xinès.
- 1946:
  - Étampes, Essonne (França): Jean-Louis Martinoty, musicòleg, escriptor, periodista i director d'escena francès (m. 2016).[16]
  - Missoula: David Lynch, director de cinema estatunidenc (m. 2025).
- 1979 - Calabasas, Califòrnia, EUA: Rob Bourdon, bateria de Linkin Park.

## Necrològiques
Països Catalans
- 1479 - Barcelona: Joan el Sense Fe, sobirà de la Corona d'Aragó.[2]
- 1934 - Sitges, Garraf: Miquel Utrillo, enginyer, pintor, decorador, crític d'art i promotor artístic català (n. 1862).
- 1963 - Barcelona: Joaquim Dualde i Gómez, advocat i polític valencià, ministre d'Instrucció Pública i Belles Arts, 1934-1935) durant la Segona República Espanyola (87 anys).
- 1991 - Barcelona: Dolors Palau Vacarisas, periodista catalana, especialitzada en l'àmbit de la cultura (n. 1948).[17]
- 2002 - Puigverd d'Agramunt: Dolors Piera i Llobera, mestra i sindicalista catalana (n. 1910).[18]
- 2014: Montse Anfruns, actriu, cantant i poetessa catalana especialitzada en el doblatge audiovisual al valencià.
- 2018 - Barcelona: Mercè Torrents i Turmo, pianista i compositora catalana (n. 1930).[19]
- 2021 - Sant Quirze Safaja: Manuel Soler i Alegre, pilot de trial. Va ser el primer català en guanyar una prova del campionat del món de trial el 1979 (n. 1957).[20]
- 2023 - Cochabamba: Xavier Albó i Corrons, sacerdot jesuïta, antropòleg i lingüista català (n. 1934).

Resta del món
- 1606, Macau (Colònia portuguesa a la Xina): Alessandro Valignano, jesuïta italià, missioner al Japó (n. 1539).
- 1833, Tallinn: Elisabeth Mara, soprano alemanya de gran habilitat tècnica (n. 1749).[21]
- 1837, Londres, Anglaterra: Sir John Soane, arquitecte anglès que despuntà en l'estil neoclàssic (83 anys).
- 1859, Berlín: Bettina von Arnim, escriptora i compositora alemanya del romanticisme.[22]
- 1875, Barbizon, França: Jean-François Millet, pintor realista i un dels fundadors de l'Escola de Barbizon, a la França rural.
- 1917, Madrid (Espanya): Alejandro Ferrant i Fischermans va ser un pintor espanyol.
- 1936, Sandringham House, Norfolk: Jordi V del Regne Unit, Rei del Regne Unit de la Gran Bretanya i d'Irlanda (n. 1865).
- 1947, Ciutat de Luxemburg: Aline de Saint-Hubert, filantropa i mecenes luxemburguesa.[23]
- 1984, Acapulco, Mèxic: Johnny Weissmüller, esportista i actor nord-americà d'origen hongarès (n. 1904).
- 1990, Santa Monica, Califòrnia: Barbara Stanwyck, actriu estatunidenca (82 anys).[24]
- 1993, Tolochenaz, cantó de Vaud, Suïssa: Audrey Kathleen Ruston coneguda com a Audrey Hepburn, actriu cinematogràfica anglesa d'origen belga (n. 1929).
- 2012, Los Angeles: Etta James –Jamesetta Hawkins–, cantant estatunidenca de blues, soul, gospel, jazz… (n. 1938).[25]
- 2014, Bolonya Itàlia: Claudio Abbado, director d'orquestra, entre d'altres, de La Scala de Milà, l'Òpera de Viena, l'Orquestra Simfònica de Londres i la Filharmònica de Berlín (80 anys).[26]
- 2015, Maracay: Canserbero, raper, cantant, compositor i activista social veneçolà.
- 2018, Longview, Washington: Naomi Parker, obrera nord-americana que va servir de model del cèlebre cartell We Can Do It! (n. 1921).[27]
- 2022 - ? Alemanya: Gernot Böhme, filòsof alemany (n. 1937).

## Festes i commemoracions
- Santoral: Sant Sebastià, màrtir; sant Fabià I, papa; Enric de Finlàndia, bisbe llegendari; beat Ludolf de Fonte Avellana fundador de l'Orde de Fonte Avellana; beat Eusebi d'Esztergom, fundador de l'Orde de Sant Pau Primer Eremita; beat Marcelo Spínola y Maestre, bisbe de Sevilla i fundador de les Esclaves del Diví Cor.
- Festes patronals a Palma (Mallorca); festa major de Riudoms (Baix Camp), festa de Sant Sebastià d'Olvan (Berguedà).Festa major de Monistrol de Montserrat (Bages)
- Festa local de la Seu d'Urgell (Alt Urgell), Riu (Baixa Cerdanya) i de Vilalba Sasserra (Vallès Oriental)
- Festa major d'hivern de Begues (Baix Llobregat).